# Staatliches Statistikkomitee der Republik Aserbaidschan
Das Staatliche Statistikkomitee der Republik Aserbaidschan (aserbaidschanisch Azərbaycan Respublikası Dövlət Statistika Komitəsi), abgekürzt AzStat, ist das statistische Zentralamt der Republik Aserbaidschan mit Sitz in Baku. Es ist eine offizielle Regierungsbehörde die dem Ministerkabinett der Republik Aserbaidschan untersteht. Es sammelt und analysiert statistische Informationen zur Wirtschaft, Demografie, Gesellschaft, Geografie und Umwelt Aserbaidschans.

## Geschichte
Die Geschichte des Staatlichen Statistikkomitees der Republik Aserbaidschan reicht zurück bis in das Jahr 1920, der Bildung der Aserbaidschanischen Sozialistischen Sowjetrepublik. 1928 genehmigte der Rat der Volkskommissare der Aserbaidschanischen SSR ein neues Statut zur Schaffung der Zentralen Statistikabteilung. 1948 wurde die Zentrale Statistikabteilung dem Ministerkabinett der Aserbaidschanischen SSR übertragen. 1987 wurde die Zentrale Statistikabteilung in das Staatliche Statistikkomitee der Aserbaidschanischen SSR umgewandelt und ihre Satzung wurde im März 1988 vom Ministerrat genehmigt.
Die Einrichtung einer nationalen Statistikagentur in der Republik Aserbaidschan erfolgte am 18. Februar 1994. Per Verordnung durch Präsident Hejdar Alijew, wurde sie in die heutige Form umgewandelt. Der Vorsitzende ist seit dem 15. Oktober 2015 Tahir Budaqov.